# Bezirksamtsturm

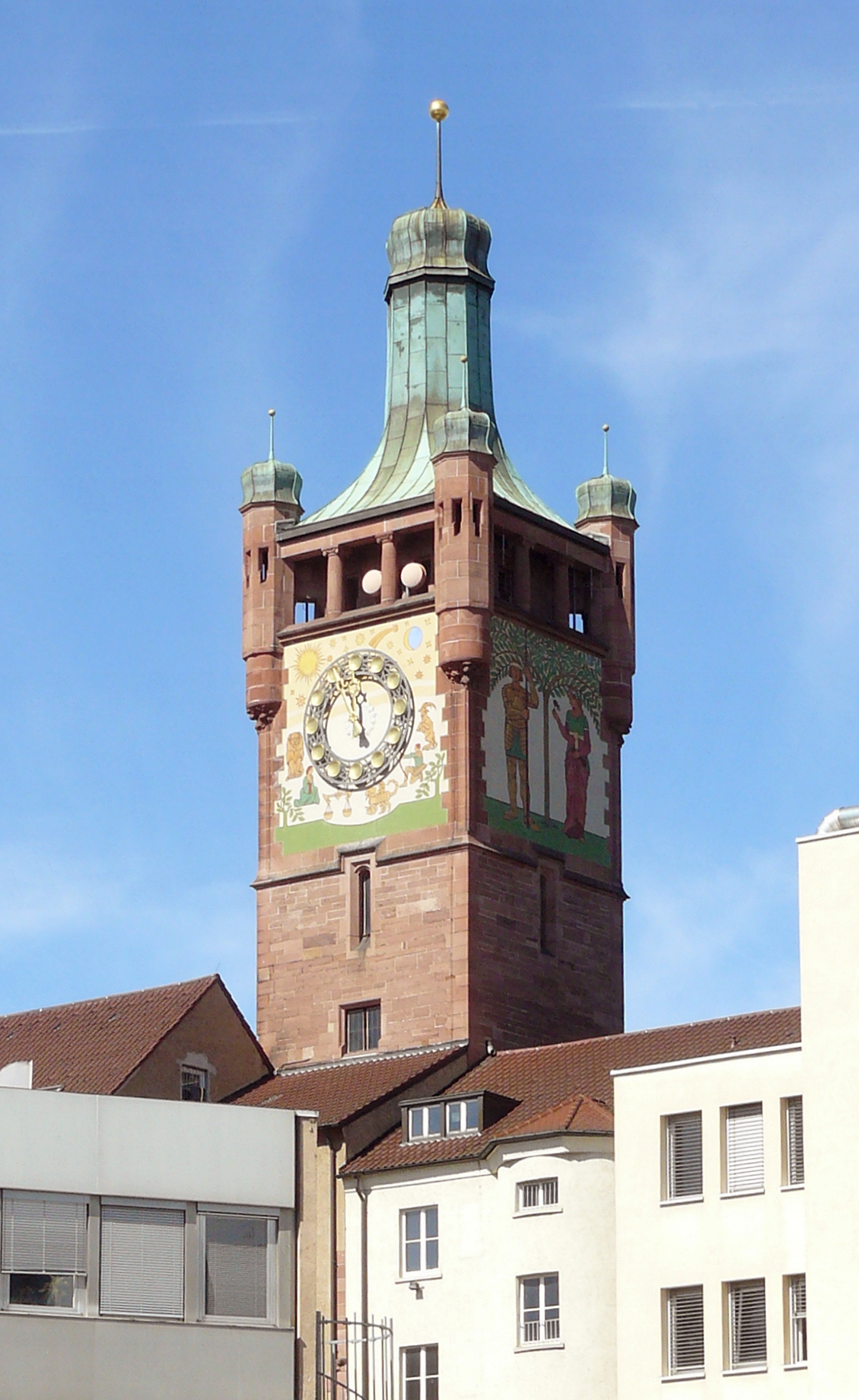
Bezirksamtsturm in Pforzheim

Der Bezirksamtsturm in Pforzheim, einer Stadt im nördlichen Baden-Württemberg, wurde von 1901 bis 1903 errichtet. Der Turm an der Bahnhofstraße 22/24 ist ein geschütztes Kulturdenkmal.
Der 42 Meter hohe Uhrturm aus rotem Sandstein wurde als Teil des badisch-großherzoglichen Bezirksamtes nach Plänen des Architekten und Bezirksbauinspektors Emil Lang aus Bruchsal erbaut. Am Turmeingang ist als Baujahr das Jahr 1902 angegeben, verbunden mit den Wappen von Pforzheim und Baden. Am 23. Februar 1945 wurde der Turm bei einem Bombenangriff schwer beschädigt und nach dem Krieg 1948/49 nach Plänen von Heinrich Gremmelspacher (1910–1990) vom staatlichen Hochbauamt Pforzheim wiederaufgebaut.
Der Turm wurde 1961/62 unter Verzicht auf die ursprünglichen Giebel mit einem kupfernen Helm versehen.
Die farbigen Jugendstil-Wandbilder  mit zwei figürlichen Szenen mittelalterlichen Lebens sowie den Tierkreiszeichen in den Zifferblättern wurden ursprünglich vom Karlsruher Künstler Hellmut Eichrodt (1872–1943) geschaffen.
Das hallenartige Treppenhaus besitzt Kreuzgratgewölbe und Maßwerkbrüstungen im Stil der Neugotik. Die Bleiglasfenster auf drei Geschossen mit Motiven aus der Stadtgeschichte wurden 1950 geschaffen.